# Domkerk van Kuopio
De Domkerk van Kuopio (Fins: Kuopion tuomiokirkko, Zweeds: Kuopio domkyrka) is een luthers kerkgebouw in Kuopio, Finland. Het is de zetelkerk van het bisdom Kuopio. De kerk kreeg de status van de kathedraal in 1851.

## Bouwgeschiedenis
Het neoclassicistische gebouw op de  Vahtivuori-heuvel werd in 1795 ontworpen door de architect Pehr Wilhelm Palmroth. De kerkenbouwer Jacob Rijf leidde de bouw van 1806 tot 1807. Toen in 1808 de kerk de hoogte van de kroonlijst had bereikt, werd de bouw door de Finse Oorlog onderbroken. In 1812 werden de bouwwerkzaamheden hervat, maar nu onder leiding van Pehr Granstedt. Op 7 april 1816 kon de kerk ten slotte worden ingewijd.
Aan de huidige stenen kerk gingen vier oudere houten kerken vooraf, waarvan de eerste in 1552 werd gebouwd.

## Beschrijving

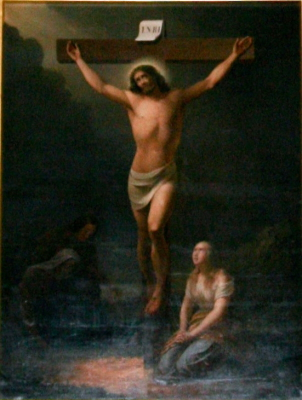
Altaarschilderij

Het kerkgebouw heeft een oppervlakte van 1091 m² en biedt plaats aan 1400 gelovigen.
In de kerktoren hangen twee klokken uit 1928 en 1951.
De domkerk van Kuopio bezit een hoofdorgel uit 1886 van de Deense orgelbouwer Bruno Christensen & Sønner Orgelbyggeri. Het bezit 52 registers verdeeld over drie manualen en pedaal. Het koororgel werd in 2003 door de Zweedste orgelbouwer Robert Gustavsson Orgelbyggeri AB gebouwd.
Het altaarschilderij met de een voorstelling van de kruisiging van Christus werd in 1843 te Sint-Petersburg geschilderd door Berndt Abraham Godenhjelm en in hetzelfde jaar aan de kathedraal geschonken door de predikant-theoloog Matthias Ingman.
Aan de muur achter in de kerk hangen panelen van Urho Lehtinen, die de evangelisten voorstellen.